# Ganymedes 6
Ganymedes 6 is een sciencefictionverhalenbundel uit 1981 uitgegeven door A.W. Bruna Uitgevers.

## Achtergrond
Schrijvers, vertalers en lezers van sciencefiction konden hun eigen verhaal insturen naar Bruna om opgenomen te worden in de bundelreeks Ganymedes, die uiteindelijk tien delen zou krijgen. De eerste vier delen verschenen in de genummerde Bruna SF-reeks. De volgende vijf bundels werden uitgebracht als Zwarte Beertjes. De verhalen werden uitgekozen door Vincent van der Linden.

## Korte verhalen
1. Frank Frankhuizen: Grijs de Schemerling
2. Eric J. Plus: Een kwestie van rechtvaardigheid
3. Guido Eekhaut: Argonauten leven tevreden
4. Tais Teng: Dreigpaarden in de morgendauw
5. Ef Leonard: Monddoodpoeder, of De zwijgende meerderheid
6. Jacky van der Haegen: Een keuze voor het leven
7. Dirk Vermiert: De rit
8. Peter Cuijpers: De appels van je jeugd
9. Peter Schaap: Vervloekt elixer
10. P.J. van de Paverd: Een nieuw begin?
11. Gert & Jan Kuipers: Alle zegen komt van boven
12. Eric Pouw: Partner
13. Remco Meisner: Hoe de sterren doofden in Aardstad
14. John Vermeulen: Door een ongewapende, bekende hand
15. Wim Burkunk: Piratenzender
16. Jan Bee Landman: Femina Victrix
17. Thomas Wintner: Het genie
18. Pim Cuijpers: De eeuwigheid duurt lang
19. Eddy C. Bertin & Edith Brendall: Het kleine meisje in mij
20. Jeroen Engberts: De tekenen van God
21. Patrick van de Wiele: Cosmotel
22. Karla Madonna: Dan stond mijn lichaam op en wandelde weg van mij
23. Patrick Bernauw: Abno
24. Julien C. Raasveld: Ezofromaten
25. Kathinka Lannoy: De wereld wentelt - nog
26. John Fennell: Computermoord
27. Erik Kiekens: Het bloed van de krijger
28. Pieter Ruysch: Alarm
29. Bert Vos: De zwerm
30. Fred Hemmes: Balonieburg, een proefwerk
31. Alex Reufels: Liefde uit wanhoop